# César-díj a legígéretesebb fiatal színésznek
A legígéretesebb fiatal színésznek, 2024-től a legjobb férfi felfedezettnek járó César-díjat (franciául César du meilleur espoir masculin – César a legjobb férfi reménységnek, illetve César de la meilleure révélation masculine)) a francia Filmművészeti és Filmtechnikai Akadémia 1983 óta ítéli oda. Átadása a „Césarok éjszakája” elnevezésű gálaünnepségen történik minden év február végén, március elején.
Az Akadémia az 1982-ben tragikus hirtelenséggel elhunyt színművész, Patrick Dewaere emlékének adózva alapította ezt az új kategóriát. A megmérettetésben azon színészek vehetnek részt, akik a jelölés első körében a legjobb film kategóriában jelölt filmek egyikében játszottak. Annak érdekében, hogy megkönnyítsék az első körben szavazó tagok munkáját, a jelölő bizottság – előzetes szavazás alapján – egy maximum 16 fős listát állít össze részükre a fiatal színészekről, amelyet azonban ők nem kötelesek figyelembe venni. Egy-egy színész csupán két alkalommal szerepelhet ezen a listán.
A végső szavazásra bocsátott jelöltek száma 1990-ig 4 fő volt, azóta öt.

## Díjazottak és jelöltek
A díjazottak vastagítással vannak kiemelve.
Az évszám a díjosztó gála évét jelzi, amikor az előző évben forgalmazásra került film elismerésben részesült.

### 1980-as évek
| Év   | Díjazottak és jelöltek |
| ---- | --- |
| 1983 | - Christophe Malavoy – Family Rock - Jean-Paul Comart – A besúgó (La balance) - Tchéky Karyo – A besúgó (La balance) - Dominique Pinon – Martin Guerre visszatér (Le retour de Martin Guerre)                                                                           |
| 1984 | - Richard Anconina – Viszlát, Pantin! (Tchao Pantin) - Jean-Hugues Anglade – A sebesült ember (L'homme blessé) - François Cluzet – Vive la sociale! - Jacques Penot – Au nom de tous les miens                                                                          |
| 1985 | - Pierre-Loup Rajot – Emlékek, emlékek (Souvenirs, souvenirs) - Xavier Deluc – La triche - Hippolyte Girardot – Tiszta ügy (Le Bon Plaisir) - Benoît Régent – Veszélyes lépések (La diagonale du fou)                                                                   |
| 1986 | - Wadeck Staczak – Randevú (Rendez-vous) - Lucas Belvaux – Ecetes csirke (Poulet au vinaigre) - Jacques Bonnaffé – La tentation d'Isabelle - Kader Boukhanef – Tea Arkhimédész háremében (Le Thé au harem d'Archimède) - Jean-Philippe Écoffey – A csitri (L'effrontée) |
| 1987 | - Isaach De Bankolé – Fekete perpatvar (Black Mic-Mac) - Cris Campion – Kalózok (Pirates) - Jean-Philippe Écoffey – Gardien de la nuit - Rémi Martin – Családi balhé (Conseil de famille)                                                                               |
| 1988 | - Thierry Frémont – A film varázsa (Travelling avant) - Cris Campion – A becsület mezején (Champ d'honneur) - Pascal Légitimus – L'oeil au beur(re) noir - François Négret – Viszontlátásra, gyerekek! (Au revoir les enfants)                                          |
| 1989 | - Stéphane Freiss – Huhogók (Chouans !) - Laurent Grévill – Camille Claudel - Thomas Langmann – Jelentős évek (Les années sandwiches) - François Négret – De bruit et de fureur                                                                                         |

### 1990-es évek
| Év   | Díjazottak és jelöltek |
| ---- | --- |
| 1990 | - Yvan Attal – Könyörtelen világ (Un monde sans pitié) - Jean-Yves Berteloot – Baptême - Thierry Fortineau – Comédie d'été - Melvil Poupaud – A tizenöt éves lány (La fille de 15 ans) - Philippe Volter – Sötét erő (Les bois noirs)                                                                           |
| 1991 | - Gérald Thomassin – A kis bűnöző (Le petit criminel) - Alex Descas – Fütyül a halálra (S'en fout la mort) - Marc Duret – Nikita - Vincent Pérez – Cyrano de Bergerac - Philippe Uchan – Apám dicsősége (La gloire de mon père) - Philippe Uchan – Anyám kastélya (Le château de ma mère)                       |
| 1992 | - Manuel Blanc – J'embrasse pas - Guillaume Depardieu – Minden áldott reggel (Tous les matins du monde) - Laurent Grévill – L'année de l'éveil - Thomas Langmann – Párizs ébred (Paris s'éveille) - Chick Ortega – Napjaink félelme (Une époque formidable)                                                     |
| 1993 | - Emmanuel Salinger – Az őrszem (La sentinelle) - Xavier Beauvois – Nord - Grégoire Colin – Olivier, Olivier - Olivier Martinez – IP 5 – Vastagbőrűek szigete (IP5: L'île aux pachydermes) - Julien Rassam – A zongorakísérő (L'accompagnatrice)                                                                |
| 1994 | - Olivier Martinez – Ipi-apacs egy, kettő, három… (Un, deux, trois, soleil) - Guillaume Depardieu – Az érzelmes bérgyilkos (Cible émouvante) - Mathieu Kassovitz – A meszticlány (Métisse) - Melvil Poupaud – Les gens normaux n'ont rien d'exceptionnel - Christopher Thompson – Les marmottes                 |
| 1995 | - Mathieu Kassovitz – Férfiak mélyrepülésben (Regarde les hommes tomber) - Charles Berling – A holtakkal jobb kiegyezni (Petits arrangements avec les morts) - Frédéric Gorny – Vad nád (Les roseaux sauvages) - Gaël Morel – Vad nád (Les roseaux sauvages) - Stéphane Rideau – Vad nád (Les roseaux sauvages) |
| 1996 | - Guillaume Depardieu – Semmihasznák (Les apprentis) - Vincent Cassel – A gyűlölet (La haine) - Hubert Koundé – A gyűlölet (La haine) - Olivier Sitruk – A csalétek (L' appât) - Saïd Taghmaoui – A gyűlölet (La haine)                                                                                         |
| 1997 | - Mathieu Amalric – Összeveszésem története… (Comment je me suis disputé… (ma vie sexuelle)) - Samuel le Bihan – Conan kapitány (Capitaine Conan) - Benoît Magimel – Tolvajok (Les voleurs) - Bruno Putzulu – Les aveux de l'innocent - Philippe Torreton – Conan kapitány (Capitaine Conan)                    |
| 1998 | - Stanislas Mehrar – Vegytisztítás (Nettoyage a sec) - Sacha Bourdo – Western - Vincent Elbaz – Turisták (Les randonneurs) - José Garcia – Tutira kamuzunk (La vérité si je mens !) - Sergi López – Western |
| 1999 | - Bruno Putzulu – A csábítás iskolája (Petits désordres amoureux) - Lionel Abelanski – Életvonat (Train de vie) - Guillaume Canet – Telitalálat a szívbe (En plein cœur) - Romain Duris – Gadjo dilo – A bolond idegen (Gadjo dilo) - Samy Naceri – Taxi                                                        |

### 2000-es évek
| Év   | Díjazottak és jelöltek |
| ---- | --- |
| 2000 | - Éric Caravaca – Cest quoi la vie ? - Clovis Cornillac – Karnaval - Romain Duris – Talán (Peut-être) - Laurent Lucas – Fel a fejjel! (Haut les cœurs !) - Robinson Stévenin – Rossz vállalat (Mauvaises fréquentations) |
| 2001 | - Jalil Lespert – Emberi erőforrások (Ressources humaines) - Jean-Pierre Lorit – Ízlések és pofonok (Une affaire de goût) - Boris Terral – A király táncol (Le roi dance) - Cyrille Thouvenin – Nemek zavara (La confusion des genres) - Malik Zidi – Vízcseppek a forró kövön (Gouttes d'eau sur pierres brûlantes)                                 |
| 2002 | - Robinson Stévenin – Mauvais genres - Éric Berger – Tanguy – Nyakunkon a kisfiunk (Tanguy) - Stefano Cassetti – Roberto Succo - Grégori Dérangère – Tiszti szoba (La chambre des officiers) - Jean-Michel Portal – Tiszti szoba (La chambre des officiers)                                                                                          |
| 2003 | - Jean-Paul Rouve – Edmond Batignole - Lorant Deutsch – Háromszoros visszavágó (3 zéros) - Morgan Marinne – A fiú (Le fils) - Gaspard Ulliel – Szerelmi bonyodalmak (Embrassez qui vous voudrez) - Malik Zidi – Un moment de bonheur |
| 2004 | - Grégori Dérangère – Bon voyage - Nicolas Duvauchelle – Burjánzó sejtek (Les corps impatients) - Pascal Elbé – Apa csak egy van (Père et fils) - Grégoire Leprince-Ringuet – Kallódók (Les égarés) - Gaspard Ulliel – Kallódók (Les égarés) |
| 2005 | - Gaspard Ulliel – Hosszú jegyesség (Un long dimanche de fiançailles) - Osman Elkharraz – A kitérés (L'esquive) - Damien Jouillerot – Les fautes d'orthographe - Jérémie Rénier – Violence des échanges en milieu tempéré - Malik Zidi – Változó idők (Les temps qui changent)                                                                       |
| 2006 | - Louis Garrel – Szabályos szeretők (Les amants réguliers) - Walid Afkir – Rejtély (Caché) - Adrien Jolivet – Zim and Co. - Gilles Lellouche – Szerelem száll a szélben (Ma vie en l'air) - Aymen Saïdi – Zarándokút (Saint-Jacques... La Mecque) |
| 2007 | - Malik Zidi – Les amitiés maléfiques - Georges Babluani – A 13-as (13 Tzameti) - Rasha Bukvic – Könnyű élet (La Californie) - Arié Elmaleh – Mindenki iskolája (L'école pour tous) - Vincent Rottiers – Az átutazó (Le passager) - James Thierrée – Tökéletlen páros (Désaccord parfait)                                                            |
| 2008 | - Laurent Stocker – Egyedül nem megy (Ensemble, c'est tout) - Nicolas Cazalé – A Provence-i fűszeres (Le fils de l'épicier) - Grégoire Leprince-Ringuet – Szerelmesdalok (Les chansons d'amour) - Johan Libéreau – Szemtanúk (Les témoins) - Jocelyn Quivrin – 99 frank (99 F)                                                                       |
| 2009 | - Marc-André Grondin – Hátralévő életed első napja (Le premier jour du reste de ta vie) - Ralph Amoussou – Aide-toi, le ciel t'aidera - Laurent Capelluto – Karácsonyi történet (Un conte de Noël) - Grégoire Leprince-Ringuet – Francia szépség (La belle personne) - Pio Marmai – Hátralévő életed első napja (Le premier jour du reste de ta vie) |

### 2010-es évek
| Év   | Díjazottak és jelöltek |
| ---- | --- |
| 2010 | - Tahar Rahim – A próféta (Un prophète) - Firat Ayverdi – Isten hozott! (Welcome) - Adel Bencherif – A próféta (Un prophète) - Vincent Lacoste – Helyes kölykök (Les beaux gosses) - Vincent Rottiers – Je suis heureux que ma mère soit vivante                                                                                        |
| 2011 | - Edgar Ramirez – Carlos - Arthur Dupont – Bus Palladium - Pio Marmaï – Szerelem bármi áron (D'amour et d'eau fraiche) - Raphaël Personnaz – Montpensier hercegnője (La princesse de Montpensier) - Grégoire Leprince Ringuet – Montpensier hercegnője (La princesse de Montpensier)                                                    |
| 2012 | - Grégory Gadebois – Angele és Tony (Angèle et Tony) - Nicolas Bridet – Te legyél a fiam! (Tu seras mon fils) - Guillaume Gouix – Jimmy Rivière - Pierre Niney – Imádom a csajokat bámulni (J'aime regarder les filles) - Dimitri Storoge – A Lyon-i banda (Les Lyonnais)                                                               |
| 2013 | - Matthias Schoenaerts – Rozsda és csont (De rouille et d'os) - Félix Moati – Kalóz TV (Télé Gaucho) - Kacey Mottet Klein – Nővér (L'enfant d'en haut) - Pierre Niney – Comme des frères - Ernst Umhauer – A házban (Dans la maison) |
| 2014 | - Pierre Deladonchamps – Idegen a tónál (L'inconnu du lac) - Paul Bartel – Les Petits Princes - Paul Hamy – Suzanne - Vincent Macaigne – A júliusi randevú (La fille du 14 juillet) - Nemo Schiffman – Bettie-mobil (Elle s'en va) |
| 2015 | - Kévin Azaïs – A küzdők (Les combattants) - Ahmed Dramé – Emlékek őrzői (Les héritiers) - Kirill Emelyanov – Keleti fiúk (Eastern Boys) - Pierre Rochefort – Un beau dimanche - Marc Zinga – Qu'Allah bénisse la France |
| 2016 | - Rod Paradot – Fel a fejjel (La tête haute) - Swann Arlaud – Les anarchistes - Quentin Dolmaire – Fiatal éveim (Trois souvenirs de ma jeunesse) - Félix Moati – A csajom barátnője (À trois on y va) - Finnegan Oldfield – Cowboyok (Les cowboys)                                                                                      |
| 2017 | - Niels Schneider – Sötét gyémánt (Diamant noir) - Jonas Bloquet – Áldozat? (Elle) - Damien Bonnard – Állva maradni (Rester vertical) - Corentin Fila – 17 évesen (Quand on a 17 ans) - Kacey Mottet-Klein – 17 évesen (Quand on a 17 ans)                                                                                              |
| 2018 | - Nahuel Pérez Biscayart – 120 dobbanás percenként (120 battements par minute) - Benjamin Lavernhe – Eszeveszett esküvő (Le sens de la fête) - Finnegan Oldfield – Színpadon az életem (Marvin ou la Belle Éducation) - Pablo Pauly – Lépésről lépésre (Patients) - Arnaud Valois – 120 dobbanás percenként (120 battements par minute) |
| 2019 | - Dylan Robert – Seherezádé Shéhérazade - Anthony Bajon – La prière - Thomas Gioria – Láthatás (Jusqu'à la garde) - William Lebghil – Première Année - Karim Leklou – Tiéd a világ (Le monde est à toi) |

### 2020-as évek
| Év   | Díjazottak és jelöltek |
| ---- | --- |
| 2020 | - Alexis Manenti – Nyomorultak (Les Misérables) - Anthony Bajon – A föld nevében (Au nom de la terre) - Benjamin Lesieur – Különleges életek (Hors normes) - Liam Pierron – Köznevelés élesben (La vie scolaire) - Djebril Zonga – Nyomorultak (Les Misérables)                                                       |
| 2021 | - Jean-Pascal Zadi – Egyszerűen fekete (Tout simplement noir) - Guang Huo – Éjszakai utazás (La Nuit venue) - Félix Lefebvre – ’85 nyara (Été 85) - Benjamin Voisin – ’85 nyara (Été 85) - Alexandre Wetter – Miss |
| 2022 | - Benjamin Voisin – Elveszett illúziók (Illusions perdues) - Sandor Funtek – Supremes: A párizsi gettóból (Suprêmes) - Sami Outalbali – A szerelem és vágy meséje (Une histoire d’amour et de désir) - Thimotée Robart – A rádió kora (Les magnétiques) - Makita Samba – Ahol a nap felkel Párizsban (Les Olympiades) |
| 2023 | - Bastien Bouillon – Akkor éjjel (La nuit du 12) - Stefan Crepon – Peter von Kant - Dimitri Doré – Bruno Reidal: Egy gyilkos vallomása (Bruno Reidal, confession d'un meutrier) - Paul Kircher – Le lycéen - Aliocha Reinert – Petite nature                                                                          |
| 2024 | - Raphaël Quenard – Chien de la casse - Julien Frison – Le Théorème de Marguerite - Paul Kircher – Állati királyság (Le Règne animal) - Samuel Kircher – L'Été dernier - Milo Machado-Graner – Egy zuhanás anatómiája (Anatomie d'une chute)                                                                          |
| 2025 | - Abou Sangare – L’Histoire de Souleymane - Adam Bessa – Les Fantômes - Malik Frikah – Dübörgő szívek (L'Amour ouf) - Félix Kysil – Misericordia (Miséricorde) - Pierre Lottin – Váratlan dallamok (En fanfare) |